# Webster County (Mississippi)
Webster County is een county in de Amerikaanse staat Mississippi.
De county heeft een landoppervlakte van 1.094 km² en telt 10.294 inwoners (volkstelling 2000). De hoofdplaats is Walthall.